# Trichophyinae
Trichophyinae (лат.) — подсемейство жуков-стафилинид.

## Описание
Тело матовое, покрыто мелкими волосками, голова широкая. Встречающийся в Европе вид Trichophya pilicornis (Gyllenhal, 1810) имеет длину 2 мм и буроватую окраску. Лапки 5-члениковые. Нижнечелюстные щупики из 5 сегментов, нижнгегубные щупики 3-члениковые. Гонопора самок находится выше яйцеклада.

## Палеонтология
В ископаемом состоянии известно из бирманского янтаря и таймырского янтаря.

## Систематика
- Род Trichophya Mannerheim, 1830 (около 20 видов)[4]
  - Trichophya andrewesi Cameron, 1944
  - Trichophya antennalis  Cameron, 1932
  - Trichophya foina  Gistel, 1857
  - Trichophya huttoni  Wollaston, 1854
  - Trichophya japonica  Watanabe & Shibata, 1962
  - Trichophya kashmirica  Cameron, 1944
  - Trichophya kurosawai  Shibata, 2001
  - Trichophya lativentris  Casey, 1897
  - †Trichophya minor  Yamamoto & Newton, 2021 (бирманский янтарь)[5]
  - Trichophya minuta  Cameron, 1950
  - Trichophya obsoleta  Cameron, 1926
  - Trichophya piankou  Zheng & Wang, 2011[6]
  - Trichophya pilicornis  (Gyllenhal, 1810)
  - Trichophya punctata  Naomi, 1996
  - Trichophya rudis  Cameron, 1926
  - Trichophya tarsalis  (Casey, 1886)
  - Trichophya tenuis  Zheng & Fa-ke, 1987
  - Trichophya texana  Ashe & Newton, 1993[1]
  - Trichophya turcica  Assing, 2006[7]
  - Trichophya uenoi  Naomi, 1995